# Giuseppe Bellusci
Giuseppe Bellusci (Trebisacce, 21 de agosto de 1989) es un futbolista italiano, juega como defensa y su equipo es la U. S. Recanatese de la Serie D de Italia.

## Carrera

### Ascoli
Después de pasar su carrera juvenil en las categorías inferiores en el Ascoli Calcio, Bellusci comenzó a ganar llamado a filas para el primer equipo del club en 2006. Hizo su debut en la Serie A con el Ascoli, a la edad de 17 años. Bellusci hizo tres apariciones en la temporada con su club, pero Ascoli para evitar el descenso. Bellusci regresó al equipo de juveniles, y hace solo 2 apariciones en la temporada siguiente. En 2008, fue ascendido oficialmente al primer equipo y desde entonces, Bellusci ha hecho más de 40 partidos con el club y comenzó a atraer el interés de varios clubes grandes de Italia.

### Calcio Catania
El 25 de junio de 2009, se confirmó que Bellusci había firmado un contrato con Calcio Catania. En parte de cambio, Catania dio a Ascoli como 50% del pago a los dos delantero, Falconieri Vito y Marcello Gazzola. En su primera temporada con el Catania, Bellusci hizo 11 apariciones del primer equipo, también ganó una tarjeta roja. Bellusci jugó para el equipo juvenil del club y en su primera temporada, ayudando a las semifinales del torneo juvenil. El defensa ayudó a su club a dos campañas, que incluyó un doble acabado 13 º en la tabla y los puntos de registro total de la Serie para el club durante tres años consecutivos en una fila. Tras la venta de Matías Silvestre al US Palermo en agosto de 2011, Bellusci fue ascendido a once titular del club, junto a Nicolás Spolli, por el entrenador Vincenzo Montella.

### Leeds United
El 12 de agosto de 2014, fue cedido por un año y con opción de compra al Leeds United de Inglaterra.

### Empoli
El 1 de junio de 2016 se anunciaba su cesión al Empoli FC para la temporada 16-17.

## Clubes
| Club                           | País       | Año       |
| ------------------------------ | ---------- | --------- |
| Ascoli Calcio 1898             | Italia     | 2006-2009 |
| Calcio Catania                 | Italia     | 2009-2014 |
| Leeds United F. C.             | Inglaterra | 2014-2017 |
| Empoli F. C. (cedido)          | Italia     | 2016-2017 |
| U. S. Palermo                  | Italia     | 2017-2019 |
| A. C. Monza                    | Italia     | 2019-2022 |
| Ascoli Calcio 1898 FC (cedido) | Italia     | 2022      |
| Ascoli Calcio 1898 FC          | Italia     | 2022-2024 |
| U. S. Recanatese               | Italia     | 2024-     |